# 自由意志左翼
自由意志左翼（西班牙語：Izquierda Libertaria，缩写为IL）是智利的一个左翼政治组织。该组织成立于2015年，由自由意志共产主义组织、自由意志学生阵线、埃内斯托·米兰达战斗壁画组织和其他团体合并而成。该组织的意识形态是自由意志社会主义、无政府共产主义、反新自由主义、国际主义和女性主义。该组织的青年翼是自由意志学生阵线，妇女翼是女权主义阵线。该组织是圣保罗论坛和值得智利的成员。